# Goethiet
Het mineraal goethiet is een ijzer- en zuurstofhoudende hydroxide met de chemische formule Fe3+O.OH. Het mineraal werd in 1806 geïdentificeerd en is naar de Duitse schrijver Goethe genoemd, die zich voor mineralogie interesseerde. Het heeft een orthorombisch kristalstelsel. Goethiet wordt alleen gevormd in aanwezigheid van water.
Goethiet is een veelvoorkomend ijzererts, dat over de hele wereld voorkomt door verwering van andere ijzerhoudende mineralen als magnetiet en pyriet. Het komt in Europa onder meer in Frankrijk in Elzas-Lotharingen voor, in Duitsland in Westfalen en in Tsjechië in Bohemen. Het wordt gebruikt als kleipigment, in de schilderingen van de grotten van Lascaux in Frankrijk is goethiet als pigment aangetroffen. Limoniet is de onvolkomen gekristalliseerde variant van goethiet en een bestanddeel van het gesteente umber. Goethiet is in 2004 ook op de planeet Mars gevonden door de robot Spirit van de NASA. Dit kan erop wijzen dat er in het verleden water op Mars aanwezig is geweest.
Het heeft een hardheid van 5 tot 5,5 op de hardheidsschaal van Mohs, de massadichtheid is 3,3 tot 4,3 kg/l en het mineraal is niet radioactief.

## Goethietcomposiet
De schraaptandjes op de radula of rasptong van de gewone schaalhoren zijn van een natuurlijke composiet, dat uit het harde goethiet bestaat, versterkt met vezels van chitine. Anno 2015 was dat het sterkste natuurlijke materiaal dat bekend is. Deze composiet is uitzonderlijk hard, taaier dan kevlar en sterker dan spinrag. De opbouw van het composiet zorg ervoor, dat de grote en de kleine tanden even sterk zijn, wat bijzonder is, omdat grote structuren meestal veel fouten bevatten en daardoor gemakkelijker breken. De gewone schaalhoren is een zeeslak, die langs de Europese kust van de Atlantische Oceaan leeft. Hij gebruikt zijn harde tanden om voedsel van de rotsachtige ondergrond los te schrapen.

## Lijsten
- Lijst van mineralen
- Lijst van naar een persoon genoemde mineralen